# 가브리엘레 아모르트

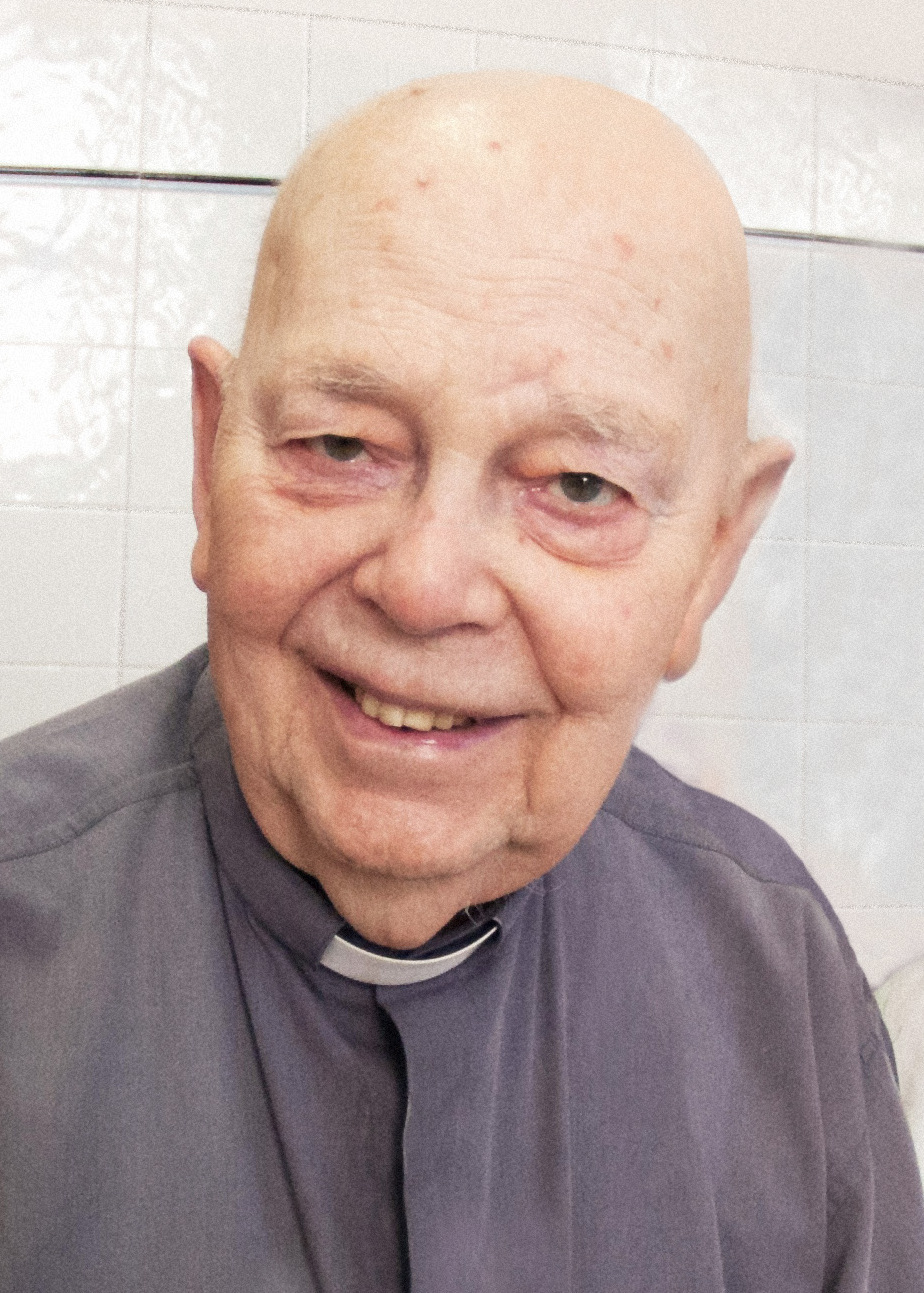
가브리엘레 아모르트

가브리엘레 아모르트[이탈리아어: Gabriele Amorth, 1925년 5월 1일 - 2016년 9월 16일(91세) ]는 이탈리아의 로마 가톨릭교회 사제이자 성바오로수도회 소속 구마 사제이며, 수만 명의 사람에게서 악령을 몰아냈다고 알려져 있다.

## 유년기와 사제 서품
가브리엘레 아모르트는 이탈리아 모데나 태생이다. 그는 1954년에 사제 서품을 받았으며, 칸디도 아만티니의 후견을 받아 1986년 6월에 공식적인 구마 사제로 임명되었다. 1914년 그는 복자 야고보 알베리오네 신부가 창설한 성 바오로 수도회에 입회하였다.
1990년 그는 국제구마사제협회를 창설하였으며, 2000년 75세가 되어 은퇴하기 전까지 협회장을 맡았다. 현재 그는 국제구마사제협회의 종신명예회장을 지내고 있다.
2016년 9월에 선종. 
가브리엘레 아모르트가 가장 좋아하는 영화는 《엑소시스트》이다. 그는 이 영화가 비록 과장된 특수효과가 있긴 하였지만, 구마 지식에 대해 상당히 정확하고 실화에 근거를 두었다고 논평하였다. 《런던선데이텔레그래피》와의 인터뷰에서 그는 “사람들은 우리가 무슨 일을 하는지 알 필요가 있다.”라고 강조하였다.

## 구마
2000년 10월 가브리엘레 아모르트는 5만 건 이상(시간으로는 몇 분에서부터 몇 시간까지)의 구마예식을 집전하였다고 밝혔다. 이 말에 따르면 그는 2000년도까지 평균적으로 하루에 거의 10건 이상 구마예식을 집전한 셈이 된다. 2010년 3월 그는 1986년부터 2010년 사이에 평균적으로 날마다 대략 8건의 구마예식을 집전하였으며, 햇수를 다 합치면 약 7만 건에 달한다고 밝혔다. 또한 그는 나치당의 고위 관계자들이 악마 숭배에 깊숙이 개입하였으며, 아돌프 히틀러와 이오시프 스탈린 모두 악마에 씌었다고 주장하였다. 가브리엘레 아모르트는 구마 사례가 급증한 것에 대해 “오늘날 사람들은 믿음을 잃었으며, 그 자리를 악마 숭배나 심령술로 대체하는 경향이 나타나고 있다. 이것은 곧 악마들에게 문을 열어준 셈이 되었다.”라고 밝혔다.